# Калатор
Калатор (до 2019 року — Піонерська) — пасажирський зупинний пункт Шевченківської дирекції Одеської залізниці, розміщений на лінії Імені Тараса Шевченка — Золотоноша I між станціями Сміла (3 км) та Білозір'я (6 км).
Розташований поблизу села Білозір'я Черкаського району Черкаської області.
На платформі зупиняються приміські електропоїзди.